# Валентина Радинска
Валентина Радинска е български поет, писател, журналист и преводач.

## Биография
Валентина Радинска е родена на 11 септември 1951 г. в град Сливен в семейство на журналист. Следва две години българска филология в Софийския държавен университет, след което учи в Литературния институт „Максим Горки“ в Москва и го завършва през 1976 г.
Работи като журналист във в-к „Народна младеж“, а после – 12 години като редактор в Студия за игрални филми „Бояна“. От 1992 до края на 1994 г. завежда отдел „Цивилизации“ във в-к „Континент“. От декември 1994 работи като редактор, а от юли 1999 – до юли 2002 – като главен редактор на сп. „Европа 2001“. От 1996 до 2008 г. води спецкурс по творческо писане и магистърски семинар по същата специалност в Софийския университет „Климент Охридски“. От октомври 2014 г. периодично осъществява курсове по творческо писане в хуманитарна гимназия „Дамян Дамянов“ в гр. Сливен.
През март 2002 г. Валентина Радинска създава неправителствената организация Българско сдружение „Живот с ДЦП“ (детска церебрална парализа) и работи по проекти, свързани с проблемите на семействата, които отглеждат вкъщи деца-инвалиди.
Член на журито на Националната литературна награда за поезия „Усин Керим“ за 2018 г.

## Личен живот
Била е омъжена за проф. Крикор Азарян (1934 – 2009), от когото има син – Степан, който е починал. През 2011 г. Валентина Радинска пише книгата „Ние с Коко. Крикор Азарян отблизо“, посветена на съпруга ѝ. 

## Творчество
Автор е на три реализирани документални сценария на социална тема, както и на сценария на телевизионния филм на БНТ „Птицата“ (2003).
Валентина Радинска е автор на девет книги със стихове: „Към мен върви човек“ („Народна младеж“, 1977); „Нощна книга“ („Христо Г. Данов“ 1983); „Не“ („Георги Бакалов“ 1988); „Чистилище“ (ИК „Няголова“ 1992); „Всичко“ (ИК „Иван Вазов“ 1995); „Поне“ (ИК „Хемус“ 2001), „Дъждовете“ („Захарий Стоянов“, 2009); „Употреба на Свободата“ (2014, изд. „Захарий Стоянов“) и книгата ѝ с избрани стихове „Времена“ (2014, ИК „Захарий Стоянов“). Тя е автор и на литературно-критическото изследване „Димчо Дебелянов и Повелителят на вълците“ (1997, 2012).
Автор е и на антологията „Българската поезия след Втората световна война“ (изд. „Слово“, 2000 г.)
Превеждала е стихове на А. С. Пушкин, Инокентий Аненски, Марина Цветаева, Анна Ахматова, Белла Ахмадулина, Юнна Мориц и др.
Член е на Сдружението на българските писатели и на българския ПЕН клуб. Нейни стихове са превеждани на всички европейски езици и са включени в пет англоезични антологии, издадени в САЩ, Канада и Англия.

## Награди
- За преводите си на поезията на голямата руска поетеса Марина Цветаева Валентина Радинска е носител на наградата на Съюза на преводачите в България за 1992 г.
- Получава наградата за критика на в-к „Век 21“ за литературно-критическото изследване „Димчо Дебелянов и Повелителят на вълците“ (1997, 2012).
- През 1998 г. получава националната награда „Мара Белчева“ за цялостно поетично творчество.
- Носителка е и на наградата за поезия „Златен ланец“ на в-к „Труд“ (2009).[6][7]
- Носител е на наградата „Блага Димитрова“ на ГФ „Българка“ за документалния роман „Ние с Коко. Крикор Азарян отблизо“ (Издателство „Ентусиаст“), посветен на големия български режисьор Кр. Азарян, който роман има две издания (2011, 2014).
- Носител на националната награда за литература „Милош Зяпков“ (2014) за стихосбирката „Употреба на свободата“.[8]
- Носител на Голямата награда за изкуство и литература на Община Сливен „Добри Чинтулов“.
- През януари 2015 г. получава националната награда за поезия „Теодор Траянов“.[9]